# Ruth A.M. Schmidt
Ruth Anna Marie Schmidt (22 april 1916 - 29 maart 2014) was een Amerikaanse geoloog en paleontoloog die een pionier was voor vrouwelijke wetenschappers. Ze bracht het grootste deel van haar carrière door in Alaska, waar ze de eerste afdeling Geologie oprichtte aan het Anchorage Community College, nu onderdeel van de University of Alaska Anchorage. In 1964 leidde Schmidt de initiële beoordeling van de schade die aan de stad Anchorage was toegebracht door de grote aardbeving in Alaska in 1964; de grootste aardbeving in de geschiedenis van Noord-Amerika en de op een na grootste aardbeving ooit geregistreerd.

## Opleiding
Schmidt werd in 1916 geboren in Brooklyn, New York. Ze studeerde af aan de Erasmus Hall High School in Brooklyn  en ging vervolgens naar het Washington Square College van de New York University van 1932 tot 1936, tijdens het hoogtepunt van de Grote Depressie. Ze studeerde in 1936 af met een AB (artium baccalaureus) in geologie.
Na de universiteit studeerde ze vergelijkende anatomie, biologie en anorganische chemie aan het Hunter College van de stad New York, en volgde ze een opleiding in radiografie.
- Gemeinsame Normdatei: 1260412865
- SNAC: w6844g3b
- Système universitaire de documentation: 188978720
- Virtual International Authority File: 78149196308974791079